# Storia della letteratura italiana (Tiraboschi)
La Storia della letteratura italiana è la principale opera di Girolamo Tiraboschi, un erudito del XVIII secolo; essa costituisce la prima opera completa di storia della letteratura italiana.

## Precedenti
L'esigenza di sistemazione di una letteratura complessa e vasta come quella italiana era avvertita anche dagli studiosi non italiani.  Per es., Gottfried Leibniz (1646 – 1716), bibliotecario alla corte di Hannover, cercò spesso di convincere Antonio Magliabechi a iniziare un lavoro del genere; ma in passato erano state compilate solo opere parziali o incomplete. Nel XVII secolo Giacomo Filippo Tomasini aveva raccolto la vita e le opere degli scrittori italiani più illustri; Giovanni Mario Crescimbeni e Francesco Saverio Quadrio si erano limitati alla poesia aulica. Una sistemazione completa era stata tentata da Giammaria Mazzuchelli (1707-1765) con una specie di dizionario enciclopedico degli scrittori italiani, disposti nell'ordine alfabetico del cognome; ma l'impresa si era interrotta dopo la lettera "B".

## Analisi dell'opera
Nel 1770 Girolamo Tiraboschi ricevette da Francesco III d'Este, duca di Modena, la direzione della Biblioteca estense, guidata in precedenza da Francesco Antonio Zaccaria e da Ludovico Antonio Muratori. Si dedicò con impegno e solerzia nell'opera e nel decennio 1772-1782 riuscì a completare una prima edizione, in 13 volumi. Occorre tuttavia precisare che per Girolamo Tiraboschi il termine "letteratura" non si riferiva soltanto alle opere letterarie, alle "belle lettere", ma comprendeva tutte le varie espressioni di ciò che era noto come "cultura", ciò che si tramandava con gli scritti o con le opere d'arte (arti figurative, filosofia, teologia, matematica, medicina, astrologia, diritto, ecc.) e le istituzioni dedicate alla loro trasmissione (scuole, accademie, biblioteche, ecc.). Inoltre per il Tiraboschi l'"Italia" era un'espressione geografica, in quanto indicava "quel tratto di paese che or dicesi Italia", per cui il primo volume dell'opera faceva riferimento agli etruschi, ai "popoli della Magna Grecia" e dell'antica Roma, indipendentemente dalla lingua.
Ciascun volume ("tomo") dell'opera comprendeva un periodo di tempo ben definito, per es. un intero secolo. Dopo uno sguardo generale alla situazione politica italiana, Tiraboschi esaminava in tanti piccoli capitoli, la storia delle università, delle biblioteche, dei viaggi, della religione, della matematica, e così via, fra cui anche della poesia italiana e latina, della grammatica, della retorica e così via. L'opera, che Tiraboschi continuò a curare a lungo, ebbe successo tanto che Tiraboschi preparò una nuova edizione in 16 tomi che venne pubblicata nel periodo 1787-1794.

### I edizione (1772-1782)
- Tomo 1: Tomo primo, che comprende la storia della letteratura degli Etruschi, de' popoli della Magna Grecia, e dell'antica Sicilia, e de' Romani fino alla morte d'Augusto;
- Tomo 2: Dalla morte di Augusto sino alla caduta dell'Impero occidentale;
- Tomo 3: Dalla rovina dell'Impero occidentale fino all'anno 1183;
- Tomo 4: Dall'anno 1183. fino all'anno 1300;
- Tomo 5: Dall'anno 1300. fino all'anno 1400;
- Tomo 6.1: Dall'anno 1400. fino all'anno 1500. Parte prima;
- Tomo 6.2: Dall'anno 1400. fino all'anno 1500. Parte seconda;
- Tomo 7.1: Dall'anno 1500. all'anno 1600. Parte prima;
- Tomo 7.2: Dall'anno 1500. all'anno 1600. Parte seconda;
- Tomo 7.3: Dall'anno 1500. all'anno 1600. Parte terza;
- Tomo 8: Dall'anno 1600. all'anno 1700;
- Tomo 9: Che contiene le aggiunte, e le correzioni.

### II edizione (1787-1794)
- Tomo 1: Che comprende la storia della letteratura degli etruschi, e de' popoli della Magna Grecia, e dell'antica Sicilia, e de' romani fino alla morte d'Augusto;
- Tomo 2: Dalla morte di Augusto fino alla caduta dell'Impero Occidentale;
- Tomo 3: Dalla rovina dell'Impero Occidentale fino all'anno 1183;
- Tomo 4: Dall'anno 1183. fino all'anno 1300;
- Tomo 5.1: Dall'anno 1300. fino all'anno 1400 - Parte prima;
- Tomo 5.2: Dall'anno 1300. fino all'anno 1400 - Parte seconda;
- Tomo 6.1: Dall'anno 1400. fino all'anno 1500 - Parte prima;
- Tomo 6.2: Dall'anno 1400. fino all'anno 1500 - Parte seconda[7];
- Tomo 6.3: Dall'anno 1400. fino all'anno 1500 - Parte terza;
- Tomo 7.1 Dall'anno 1500. all'anno 1600 - Parte prima;
- Tomo 7.2: Dall'anno 1500. all'anno 1600 - Parte seconda;
- Tomo 7.3: Dall'anno 1500. all'anno 1600 - Parte terza[8]
- Tomo 7.4: Dall'anno 1500. all'anno 1600 - Parte quarta;
- Tomo 8.1: Dall'anno 1600. all'anno 1700 - Parte prima;
- Tomo 8.2: Dall'anno 1600. all'anno 1700 - Parte seconda[9];
- Tomo 9: Indice generale della storia della letteratura italiana del cavaliere abate Girolamo Tiraboschi[10].

## Giudizi
- A causa della mancata distinzione fra letteratura e cultura, Ugo Foscolo propose di intitolare la Storia del Tiraboschi "Archivio ordinato e ragionato di materiali, cronologie, documenti e disquisizioni per servire alla storia letteraria d'Italia"[11]
- Per Francesco De Sanctis Tiraboschi era "il Muratori della nostra letteratura"[12]